# The Dio E.P.
The Dio E.P. – minialbum metalowego zespołu Dio, wydany w 1986 roku nakładem Vertigo Records. Utwór „Hide in the Rainbow” został napisany na potrzeby i użyty w filmie Iron Eagle.

## Lista utworów

### Strona A
1. "Hide in the Rainbow" – 4:06
2. "Hungry for Heaven" – 4:10

### Strona B
1. "Shame on the Night" – 5:20
2. "Egypt (The Chains Are On)" – 7:01